# Ernesto Canto
Ernesto Canto (Ciudad de México,18 de octubre de 1959 - 20 de noviembre de 2020) fue un atleta mexicano especializado en marcha atlética. La distancia donde obtuvo mejores resultados fue la de 20 km marcha. Campeón olímpico de 20 km marcha en los Juegos Olímpicos de Los Ángeles 1984. Junto con María del Rosario Espinoza, son los únicos deportistas mexicanos campeones de todas las competencias del denominado ciclo olímpico (Centroamericanos, Panamericanos, Mundial y Juegos Olímpicos), con la diferencia que Canto lo hizo en el mismo ciclo, entre 1982-84.

## Carrera deportiva
Marchador muy precoz, decide ser atleta después de observar ganar al marchador José Pedraza la medalla de plata en los Juegos Olímpicos de México 1968 para su país y quedar impresionado con las ceremonias tanto de apertura como de clausura, con apenas 13 años consigue el campeonato nacional mexicano de la categoría infantil, y a partir de aquí comienza a conquistar logros a nivel internacional. En 1973 vence en el Campeonato Centroamericano y del Caribe Juvenil en la distancia de 10 km, título que volvería a obtener en 1976. En el año 1977 gana el Campeonato Juvenil de América, disputado en Montreal y en 1978 vuelve a ganar el Campeonato Centroamericano y del Caribe de Atletismo en Medellín en 20 km pero esta vez en categoría absoluta. 
Al año siguiente consigue ya marcas de nivel mundial bajando un par de veces de 1:22:00. En 1980 consigue la mejor marca mundial del año en 20 km marcha con una marca de 1:19:01, pero una lesión impide que participe en los Juegos Olímpicos de Moscú 1980 perdiendo así la posibilidad de luchar por una medalla que parecía posible. Los años siguientes fueron una continua sucesión de victorias y buenas marcas, destacándose el año 1983, en el cual consigue ganar los Juegos Panamericanos de Caracas y el Campeonato Mundial de Atletismo celebrado en Helsinki.
El año 1984 fue en el que cosechó los mayores frutos sembrados durante toda su carrera deportiva, consiguió la plusmarca mundial de los 20 km marcha con una marca de 1:18:38, la plusmarca mundial de la hora con 15253m consigue ser campeón olímpico en Los Ángeles 1984 además de la plusmarca olímpica de la distancia de 20 km marcha, compartiendo pódium con su compatriota Raúl González.
En los años sucesivos con el lógico bajón post-olímpico, prolonga su racha de triunfos y buenas marcas hasta que en el año 1987 anuncia su retirada del mundo atlético. El presidente del Comité Olímpico Mexicano, media para que prolongue su carrera y compita en los Juegos Olímpicos de Seúl 1988. Una vez allí y liderando la prueba por delante del alemán Ronald Weigel, el italiano Maurizio Damilano, el checo Pribilinec y el soviético Pechine, es descalificado en el km. 17, completando la debacle mexicana, pues previamente también habían descalificado a Joel Sánchez en el km. 7 y repitiendo la historia de Moscú 80, cuando fue descalificado Daniel Bautista. Desilusionado, Canto vuelve a anunciar su retiro de esta disciplina, pero nuevamente interviene el presidente del Comité Olímpico Mexicano, Mario Vázquez Raña y regresa prolongando unos años más su carrera añadiendo a su palmarés algunos triunfos más y buenas marcas.

## Honores
- Nominado al Mejor Atleta Mexicano de la Historia, Masters Comex & ESPN en 2017.
- Trofeo Hispanidad al mejor deportista del año 1983
- Premio Nacional del Deporte por el Gobierno de la República en 1981.
- Condecoración del Botón Olímpico del Comité Olímpico Internacional de 1984 al 1992.
- Abanderado de la Delegación Mexicana  a los Juegos Deportivos Centroamericanos y del Caribe en la Ciudad de México en 1990
- Premio el Heraldo de México en 1990, 1989, 1986, 1984, 1983,1982
- Abanderado de la Delegación Mexicana a los Juegos Deportivos Centroamericanos y del Caribe en Santiago de los Caballeros, República Dominicana 1986.
- Trofeo Luchador Olmeca 1984 por la Confederación Deportiva Mexicana
- Premio del Mejor Deportista de México por Canal 13, en 1983.
- Premio de la Hispanidad otorgado por primera vez a un atleta no español por Ministerio de Educación del Gobierno de España en 1983
- Premio Prensa Latina, La Habana Cuba en 1981 y 1983.

## Pláticas y Conferencias Impartidas
- Liderazgo y desarrollo personal
- Camino al éxito
- Mi experiencia olímpica
- Valores sociales del deporte
- Juego limpio
- La mujer y el deporte
- Deporte para toda la vida
- Deporte y calidad de vida
- La medicina vista por un deportista

## Participación en Campañas Masivas
- Conozca México
- Lucha antidrogas
- Día Nacional de Vacunación
- Deporte de Alto Rendimiento
- Vive sin drogas
- Deporte y Bienestar Social

## Asociaciones pertenecientes
- Miembro Permanente del Comité Olímpico Mexicano además de ser  Miembro Fundador de la Asociación Mexicana de Medallistas Olímpicos Mexicanos, A.C
- Miembro de la Legión de Honor Nacional
- Academia Metropolitana IAP y Presidente de la Academia del Deporte y Bienestar Social
- Presidente de la Comisión de Atletas del Comité Olímpico Mexicano
- Miembro Fundador de la Asociación Mundial de Marchistas y representante para América

## Carrera profesional
- Director  General de Prevención del Delito en la Secretaría de Seguridad Pública de la CDMX del 2015 diciembre de 2018
- Titular de la División de Deporte y Cultura Física en el IMSS del 2009 al 2013.
- Comentarista Deportivo de Televisa y Radio Fórmula del 2007 al 2008.
- Director de Actividades Deportivas, Sociales y Culturales, en la  Procuraduría General de la República, del 2004 al 2006.
- Asesor en Materia Deportiva en el Senado de la República del 2003 al 2004 en la cual se elaboró la Ley Federal de Cultura Física y Deporte
- Director general de Actividades Deportivas y Recreativas en la UNAM del 2001 al 2003.
- Asesor en Deportes del Presidente F.S.T.S.E (Federación de Sindicatos de Trabajadores al Servicio del Estado) del 2001 al 2003
- Director de Fomento Deportivo ISSSTE de 1998 al 2001.
- Asambleísta de la 1.ª Asamblea Legislativa del Distrito Federal de 1994 a 1997.
- Secretario del Deporte C.E.N. del P.R.I. de 1995 a 1997.
- Coordinador General del Deporte P.R.I. Distrito Federal de 1992 a 1994.
- Asesor del Consejo Técnico de Proexcelencia del Deporte, A.C. de 1990 a 1993.
- Asesor de la Dirección de Fomento Deportivo del ISSSTE de 1987 a 1991.
- Asesor de la Dirección General del Deporte del DF de 1984 a 1988.